# 刘垓子镇
刘垓子镇，是中华人民共和国山東省聊城市临清市下辖的一个乡镇级行政单位。位于临清市的东南部，以镇政府设在刘垓子村而得名，垓子即“陔”，为防水患所建的土台，在山东地名中常见。主产马铃薯及棉花。人口3.1万人。京九铁路南北横穿刘垓子镇境内，最近的站为临清站。

## 行政区划
刘垓子镇下辖以下地区：
刘垓子村、梁庄村、卅里堡村、白佛寺村、张庄村、北薛村、姜油坊村、宋庄村、九圣庙村、王庙村、朱楼村、尹庄村、尹阁村、赵圈村、廖庄村、吕堂村、后李村、瓦房村、左桥村、杨辛庄村、井庄村、于庄村、许庄村、北刘村、郝庄村、马庄村、孔集村、孔庄村、施庄村、南薛村、南刘村、薛楼村、逯庄村、聂园村和姜庄村。